# الأطفال الصغار (فلم)
الأطفال الصغار هو فيلم أمريكي درامي أُصدر عام 2006، أخرجه تود فيلد، وهو مقتبس من رواية بنفس الاسم للمؤلف توم بيروتا، الفيلم من بطولة كيت وينسليت، باتريك ويلسن، جينيفر كونيلي، نوح إمريتش وجاكي إيرلي هالي، الموسيقى التصويرية للفيلم لُحنت من قبل الفنان توماس نيومان.

## القصة
سارة بيرس «كيت وينسلت» هي ربة منزل وأم من الطبقة الوسطى في إحدى ضواحي مدينة بوسطن. وهي متزوجة من ريتشارد بيرس «جريج ايدلمان»، الذي كان يعيش خيالات جنسية مع المواقع الإباحية عبر الإنترنت، كانت سارة برفقة ابنتها لوسي تتردد دائماً إلى الحديقة القريبة من منزلها وتجلس برفقة الأمهات. براد آدم «باتريك ويلسون» هو لاعب كرة قدم سابق متزوج من كاثي «جينيفر كونيلي» التي تعمل مخرجة أفلام وثائقية ولهما ابن صغير اسمه هارون، براد كان عاطلاً عن العمل بعد فشله في تقديم الامتحان التجريبي مرتين وزوجته هي المعيل الحقيقي للمنزل، أيضاً براد كان يذهب للحديقة المجاورة برفقة ابنه، بعد تسلسل الأحداث سرعان ما تنجذب سارة لبراد حتى يتطور الإعجاب إلى إقامة علاقة. في نفس الوقت يعود روني «جاكي ايرل هالي» إلى الحي ليعيش مع والدته بعد أن قضى عقوبة السجن اثر تعرضه لقاصر، ليطلق أحد سكان الحي وصديق براد، ضابط سابق لاري «نوح امريش» حملة ضد روني، بتوزيع الملصقات للتحذير منه ومضايقته أمام منزله. تتسارع أحداث الفيلم حتى يتفق براد وسارة على الهرب مع بعضهم، ولكن سرعان ما يعودان إلى رشدهما نتيجة بعض الامور التي تحدث لهما تكون بمثابة الإشارة إلى عدم المغامرة في حياتهما.

## وصلات خارجية
- مقالات تستعمل روابط فنية بلا صلة مع ويكي بيانات
- الأطفال الصغار على موقع أول موفي.
- مراجعة نيويورك تايمز
- الأطفال الصغار في الميتا كريتيك